# Velâyat-e Faqih
Velâyat-e Faqih (em persa: ولایت فقیه, também romanizado como Velayat-e Faghih; em árabe: وِلاَيَةُ ٱلْفَقِيهِ, romanizado: Wilāyat al-Faqīh), ou, em seu significado em português, Tutela do Jurista Islâmico, é um conceito na lei islâmica xiita duodecimana que sustenta que até o reaparecimento do "Imã infalível" (algum tempo antes do Dia do Julgamento), pelo menos alguns dos assuntos religiosos e sociais do mundo muçulmano devem ser administrados por juristas xiitas justos (Faqīh). A natureza desses assuntos é contestada.
Wilāyat al-Faqīh está associado em particular a Ruhollah Khomeini e à República Islâmica do Irã. Em uma série de palestras em 1970, Khomeini avançou a ideia de tutela em sua forma "absoluta" como regra do estado e da sociedade. Esta versão de tutela agora forma a base da Constituição da República Islâmica do Irã, que exige um Jurista Guardião (Vali-ye Faqih, em árabe: وَلِيُّةُ فَقِيهٌ, romanizado: Waliy Faqīh), para servir como o Líder Supremo daquele país. Atualmente, esta função é ocupada pelo Aiatolá Khamenei.
Sob a "autoridade absoluta do jurista" (Velayat-e Motlaqaye Faqih), o jurista/faqih tem controle sobre todos os assuntos públicos, incluindo a governança dos estados, todos os assuntos religiosos, incluindo a suspensão temporária de obrigações religiosas, como a oração salat ou a peregrinação hajj. A obediência a ele é mais importante (de acordo com os proponentes) do que cumprir essas obrigações religiosas. Outros estudiosos islâmicos xiitas discordam, com alguns limitando a tutela a um escopo muito mais restrito — coisas como mediar disputas e fornecer tutela para crianças órfãs, mentalmente incapazes e outros que não têm alguém para proteger seus interesses.
Há desacordo sobre o quão amplamente apoiada é a doutrina de Khomeini; isto é, se "a autoridade e tutela absolutas" de um jurista islâmico de alto escalão é "universalmente aceita entre todas as teorias xiitas de governança" e constitui "um pilar central do pensamento político Imami [xiita]" (Ahmed Vaezi e Taqi Yazdi), ou se não há consenso a favor do modelo da República Islâmica do Irã, nem entre o público no Irã (Alireza Nader, David E Thaler e S. R. Bohandy), nem entre a maioria dos líderes religiosos nos principais centros do pensamento xiita, como Qom e Najaf (Ali Mamouri).